# Cham-e Seyyed Laţīf
Cham-e Seyyed Laţīf (persiska: چم سید لطیف) är en ort i Iran.   Den ligger i provinsen Khuzestan, i den centrala delen av landet, 600 km söder om huvudstaden Teheran. Cham-e Seyyed Laţīf ligger 15 meter över havet och antalet invånare är 166.
Terrängen runt Cham-e Seyyed Laţīf är mycket platt. Runt Cham-e Seyyed Laţīf är det ganska tätbefolkat, med 62 invånare per kvadratkilometer. Närmaste större samhälle är Bandar-e Māhshahr, 17,4 km söder om Cham-e Seyyed Laţīf. Trakten runt Cham-e Seyyed Laţīf är ofruktbar med lite eller ingen växtlighet.